# Dobšice, České Budějovice
Dobšice là một làng thuộc huyện České Budějovice, vùng Jihočeský, Cộng hòa Séc.